# بخش کوردوبا
شهرستان کوردوبا (به اسپانیایی: Córdoba Department) یک سکونتگاه مسکونی در کلمبیا است که در کلمبیا واقع شده‌است.

## خصوصیات
شهرستان کوردوبا ۲۵٬۰۲۰ کیلومترمربع مساحت و ۱٬۶۵۸٬۰۹۰ نفر جمعیت دارد.